# Svatého Valentýna
Svatého Valentýna (v anglickém originále I Love Lisa) je 15. díl 4. řady (celkem 74.) amerického animovaného seriálu Simpsonovi. Scénář napsal Frank Mula a díl režíroval Wes Archer. V USA měl premiéru dne 11. února 1993 na stanici Fox Broadcasting Company a v Česku byl poprvé vysílán 27. ledna 1995 na stanici ČT1.

## Děj
Na Valentýna si Lízina třída na Springfieldské základní škole vyrobí papírové schránky na valentýnská přáníčka, která od sebe navzájem dostanou. Když se Ralph rozpláče, protože nedostal žádné přáníčko, Líza mu ze soucitu jedno dá. Ralph se rozveselí, projeví o Lízu romantický zájem a doprovodí ji ze školy domů. Ta se však v jeho přítomnosti cítí nervózně a neví, jak mu říct, že o něj nemá zájem. 
Druhý den ve škole Líza na Margin návrh řekne Ralphovi, že na romantiku není připravená. Ralph požádá svého otce – náčelníka Wigguma – o radu ohledně romantiky a dostane radu, aby byl vytrvalý. Brzy využije svého postavení syna policejního náčelníka a sežene Líze lístky na nadcházející speciál Šáši Krustyho k 29. výročí; a naštve ji tím, že pro sebe získá roli George Washingtona ve školní přehlídce ke Dni prezidentů, v níž Líza hraje Marthu Washingtonovou. 
Líza a Ralph jdou na Krustyho show společně. V přímém přenosu začne Krusty dělat rozhovory s diváky a Ralph využije příležitosti a prohlásí, že Líza je jeho životní láska a že si ji hodlá vzít. Líza se naštve a uvede, že ho nikdy neměla ráda a valentýnské přání mu dala jen proto, že jí ho bylo líto. Později doma Bart, který událost natočil, přehraje Líze scénu, v níž je Ralph ponížený a hluboce zraněný, což v ní vyvolá pocit viny a lítosti. Wiggum Ralpha utěšuje a pokusí se Líze pomstít tím, že rozbije zadní světlo na Homerově autě, ale je znepokojen, když ho Homer varuje, že jednoho dne se lidé pomstí. 
V noci soutěže se Líza snaží Ralphovi omluvit, ale ten ji ignoruje. Ralph se ukáže jako neobyčejně dobrý a výmluvný herec, jenž si získá uznání publika. Líza po představení přistoupí k Ralphovi na houpačce a dá mu novou kartičku s obrázkem včely. Ralph se zasměje slovní hříčce na kartičce a s radostí přijme nabídku přátelství, zatímco náčelník Wiggum je zálibně pozoruje z auta.

## Produkce
Jde o první epizodu, kterou Frank Mula napsal pro Simpsonovy. Mula předtím spolupracoval s výkonným producentem Simpsonových Samem Simonem na jiném pořadu Gracie Films. Jde o první díl 4. řady, který režíroval Wes Archer. Jeff Martin a Mula napsali hudbu k přehlídce ke Dni prezidentů. V epizodě hostuje Michael Carrington jako Sideshow Raheem.
Příběh dílu vznikl na základě osobní epizody ze života Ala Jeana – když byl Jean ve třetí třídě, dostal od jedné dívky valentýnku s nápisem „I Choo-Choo-Choose You“. Po letech Jean přemýšlel, jestli ho ta dívka měla opravdu ráda. Řekl o tom svému scenáristickému partnerovi Mikeu Reissovi a napadlo je, že by to mohl být nápad na díl, v němž by Líza mohla dát takovou valentýnku Ralphu Wiggumovi, který by to pak přehnal. V té době nebylo stanoveno, že Ralph a šéf Wiggum jsou příbuzní. Jean si myslel, že by bylo vtipné, kdyby byl Ralph Wiggumův syn, vzhledem k tomu, že obě postavy jsou „tlusté a hloupé“. Navzdory tomu bylo Ralphovo příjmení odhaleno již v epizodě Vzhůru na prázdniny jako Wiggum. 
Technika, kterou štáb používal při vymýšlení příběhů a nápadů, spočívala v přemýšlení, „jaký svátek jsme v Simpsonových ještě neudělali nebo neudělali v poslední době“. Protože předtím natočili několik halloweenských a vánočních epizod, štábu se zalíbil nápad natočit valentýnský díl.

## Kulturní odkazy
Anglický název vychází z amerického televizního sitcomu I Love Lucy. V epizodě zazní písně „Monster Mash“ (Bobby „Boris“ Pickett) a „Break on Through (To the Other Side)“ (The Doors). Ned Flanders zpívá serenádu své ženě Maude na hit Roda Stewarta z roku 1979 „Do Ya Think I'm Sexy?“. Orchestrální verzi písně Tonyho Bennetta „Stranger in Paradise“ můžeme slyšet v kresleném filmu Itchy a Scratchy. Homerovo svědomí, jež mu říká, že krást je špatné, promlouvá hlasem fiktivní postavy Droopyho. Retrospektiva ředitele Skinnera vychází z filmu Apokalypsa, přičemž v pozadí pasáže jsou vidět postavy Laurence Fishburna a Frederica Forresta. Přehlídka ke Dni prezidentů začíná „poctou našim méně známým prezidentům“, mezi něž patří John Tyler, Zachary Taylor, Millard Fillmore, Rutherford B. Hayes a William Henry Harrison, u něhož je zmíněno, že zemřel 30 dní po své inauguraci. Během této pasáže děti na jevišti odkazují na obecnou neznámost a neefektivitu prezidentů USA. Během rekonstrukce atentátu na Abrahama Lincolna na školní přehlídce Bart při hraní Johna Wilkese Bootha říká „Hasta la vista, Abie.“ v narážce na film Terminátor 2: Den zúčtování. Scéna, kdy šéf Wiggum sedí za Krustym v kině pro dospělé a Krusty si myslí, že bude zatčen, je odkazem na zatčení Paula Reubense za masturbaci v pornografickém kině v Sarasotě na Floridě. Navíc umístění Krustyho rukou na obličeji při sledování filmu vzdává hold podobné scéně ve filmu Taxikář.

## Přijetí
V původním vysílání skončil díl v týdnu od 6. do 12. února 1993 na osmnáctém místě v žebříčku sledovanosti s ratingem Nielsenu 14,9. V tomto týdnu byl tento díl nejlépe hodnoceným pořadem na stanici Fox.
Od svého odvysílání získal mnoho pozitivních hodnocení od fanoušků i televizních kritiků. Dalton Ross z časopisu Entertainment Weekly uvedl, že epizoda byla dojemná i humorná. Dodal, že ve scéně, kdy Bart pouští zpomaleně videokazetu, aby Líze ukázal, jak „můžete skutečně přesně určit vteřinu, kdy se (Ralphu Wiggumovi) roztrhne srdce vejpůl“, divák vlastně neví, „zda roní slzy smíchu, soucitu nebo obojího – jen víte, že je to zatraceně dobré, ať už to nakrájíte jakkoli“.
Bill Goodykoontz z deníku Arizona Republic označil díl za jeden ze svých pěti nejoblíbenějších a vyzdvihl Ralphovu hlášku „Doktor mi říkal, že bych tolik nekrvácel z nosu, kdybych se v něm nešťoural.“ jako jednu z nejlepších hlášek v historii seriálu.
V recenzi 4. řady Simpsonových uvedla Lyndsey Shinodaová z Video Store mezi svými „osobními favority“ z této řady Velkého bratra a Svatého Valentýna.
Warren Martyn a Adrian Wood, autoři knihy I Can't Believe It's a Bigger and Better Updated Unofficial Simpsons Guide, uvedli, že mezi jejich nejoblíbenější scény z této epizody patří vzpomínka ředitele Skinnera na Valentýna ve Vietnamu, scéna, ve které šéf Wiggum honí kachnu, aby získal zpět svůj odznak, a scéna, ve které Bart a Milhouse hrají na školní přehlídce Johna Wilkese Bootha, respektive Abrahama Lincolna. Dodali, že tyto scény byly „jen třešničkou na dortu hlavní zápletky“.
V roce 2003 časopis Entertainment Weekly zařadil díl na dvanácté místo svého seznamu 25 nejlepších epizod Simpsonových a v roce 2008 jej umístil na druhé místo svého seznamu 25 nových klasických prázdninových televizních dílů. V roce 2019 díl časopis Consequence zařadil na osmé místo svého seznamu 30 nejlepších epizod Simpsonových.

### Kontroverze
Když ředitel Skinner řekne dětem ve škole, že Valentýn není vtip (kvůli Bartovi, který si vymýšlí sladká srdíčka se sprostými urážkami), vybaví se mu vzpomínka, ve které sedí někde v Danangu v roce 1969. Na sudu s olejem vedle něj leží obálka a fotografie plukovníka Kurtze. Skinner vidí Johnnyho, jednoho ze svých kamarádů z armády, jak drží valentýnku, a ptá se ho: „Posíláš své holce valentýnku?“, na což Johnny odpoví: „Jo.“. Hned poté je zastřelen. V současnosti Skinner opakovaně útrpně volá Johnnyho jméno, na což zmatený Bart prohlásí, že se Skinner zbláznil. Po odvysílání dílu poslal jeden vietnamský veterán seriálu dopis, v němž stálo: „Díval jsem se na valentýnskou epizodu vašeho kresleného seriálu a viděl jsem děsivou retrospektivu z Vietnamu. Opravdu si myslíte, že to bylo vtipné, tenhle strašný zážitek?“. Štáb dopis ignoroval, a jak upozornil Wes Archer, scéna byla „zjevným“ odkazem na Apokalypsu, dokonce v ní vystupovaly postavy, které se podobaly Šéfovi (Frederic Forrest) a panu Čistému (Laurence Fishburne). Naproti tomu Marku Groeningovi – bratrovi Matta Groeninga a samotnému veteránovi z Vietnamu – se pasáž i epizoda „líbily“.